# アイリス (アニメポケットモンスター)
アイリスは、任天堂のゲームソフト『ポケットモンスター』を原作とするアニメ『ポケットモンスターシリーズ』に登場する架空の人物。声優は悠木碧。

## プロフィール
- 出身地：イッシュ地方・竜の里[1]
- 職業：ポケモントレーナー, イッシュのチャンピオン
- 登場時期[2]：BW・MV・PM2
- 主な経歴（ポケモンバトル編）
  - 竜の里・ポケモンバトル大会：優勝
  - ライモンシティ・ドンバトル：優勝
  - トアルタウン・ドンナマイト：ベスト8
  - カゴメタウン・ポケモンワールドトーナメントジュニアカップ：ベスト4
  - マリンカップトーナメント：初戦敗退
- 学歴:ソウリュウ学園（中退）

## 各言語版での名前
- 英語：Iris
- ドイツ語：Lilia
- 朝鮮語：아이리스
- 中国語
  - 普通話：艾莉絲（拼音：àilìsī、注音符号：ㄞㄌ一厶）

## 人物
BWのヒロイン。BW1話から登場。ドラゴンタイプのポケモンを自在に操る「ドラゴンマスター」を目指している。ガブリアスを使うシンオウ地方のチャンピオンのシロナには強い憧れを持つ。デコロラ諸島でサトシと別れのさいには、憧れを抱いていたジョウト地方のイブキと会い、他地方のドラゴンタイプポケモンと出会うビジョンを描いていた。サトシと別れてから、各地のドラゴン使いと戦い、ドラゴンタイプのポケモンに出会い学び続けて、イッシュ地方最強のチャンピオンになった。
褐色の肌と独特な髪型が特徴的。一人称は主に「あたし」。身長はサトシより少し低い。自然の多い竜の里で育ったために野生のきのみをそのまま気にせず丸かじりする、要所で軽い身のこなしを披露、きのみや薬草などの知識にも秀でているなど、ワイルドかつアクティブな少女。垂直な木や崖を駆け登ったり、高い所から落ちてもきれいに着地し、モグリュー相手にポケモンを使わずに生身で戦うなどかなりの超人体質でもある。こうした性格故に、幼少期にソウリュウシティに留学した際には都会で育った同年代の学友やその生活に馴染む事ができず、学園を飛び出している。
基本的に年相応の無邪気かつ陽気な性格。野生的ではあるが、可愛いポケモンを好んだり、宝石に興味を持つなど女の子らしさもある。一方で生意気な面もあり、サトシが単純で直情的な行動をしたり、ポケモンの知識に乏しい事に対して度々「子どもねー」と呆れ気味に評している。一方で、サトシのバトルスタイルやポケモンに対する優しさに感心する場面もある。また、サトシの強さもある程度認めており、ズルッグが加入するまではレベルの低いキバゴに対して本気で攻めてくるサトシとのバトルを避けている。当初こそサトシと些細な事で口喧嘩をしたり意地を張り合う事もあったが旅を続ける内に打ち解けていき、相変わらず度々子供扱いしつつも、悪いと思った事は素直に謝ったり、一緒に木登りや綱渡りで遊んだり、ドンバトル決勝やライモンシティ観光などでお互いに和気藹々したりしている。しかし、Da!9話では些細な事から大喧嘩しサトシに絶交を言い渡してしまうものの、お互いに反省し仲直りしている。デントの「It's○○タイム」の際の奇妙な行動には度々呆れており、「面倒臭い」と言っている（カベルネやBW80話に登場したピノ・ノワールのテイスティングタイムにも同様の反応を見せた）。イーストイッシュで対面したヒカリの事はデント同様に以前から話を聞かされており、同性同士という事もあり、すぐに仲良くなっている。気は長いほうではないようで、釣りをした際には、待つことに嫌気が差して直接獲物を捕まえていた。またその際には、水中で水ポケモンを捕まえやすくするためとはいえ、大勢の人がいる前でレギンスを脱ぐという大胆な一面も見せている。食いしん坊でもあり、BW8話では大量のコロッケをサトシと2人だけで平らげていた。ただし辛い物は少々苦手なようであり、本人は涙目になりながらも意地を張って食べるものの、同じく辛さにそれほど強くないサトシを子供扱いしていた。
好奇心旺盛で、野生や他人のポケモンでも気に入ったポケモンには積極的に触れており、（サトシたちもしていることとはいえ）バトルをせず突然モンスターボールを投げる傾向がある。ただし、その行為はポケモンからは良く思われない事が多く、ミジュマルやポカブをゲットしようとしたが、最終的に2匹ともサトシに懐き、彼にゲットされた。ロケット団をクビになったふりをしていたニャースに対しても、モンスターボールを投げて捕獲しようとするも、モンスターボールから脱出したニャースに、「ニャーは誰かのポケモンになるつもりはない」と怒られた。後にニャースの嘘が発覚した際には「ゲットしなくて良かったかも」と呟いていた。
ドラゴンタイプの使い手であるためか、自身もドラゴンタイプが苦手なこおりタイプのポケモンに対して苦手意識を持っている。そのため寒さそのものも苦手としている。しかし、BW81話でこおりタイプ(バイバニラ)の扱いに手慣れになった経験から、ラングレーに「アイスマスターを目指したら?」と言われたこともある。こおりタイプポケモンへのトラウマはこの一件である程度克服した。シューティーのバニプッチに怯えていた際には、髪型も変形していた。ただし、全ての氷タイプのポケモンが苦手という訳ではないようで、クマシュンやマンムーに対しては特に怯えてはいない。また、BW64話やBW77話では、災害類にも苦手意識がある一面も見せている。
基本的に目上の人間に対する礼儀はしっかりしているが、幼少期は「ドラゴンマスター」であるシャガに対し偉そうな口を聞くなど、現在以上に生意気な面があった。その後、シャガに完敗したことで苦手意識を持つようになり、サトシがソウリュウジムへ行くことを嫌がり、イッシュリーグが開催されるヒガキシティへ向うさいに、ソウリュウシティを通ると耳にすると複雑そうな顔をした。PM2では、シャガからソウリュウジムを借り、サトシとバトルをした。その時は、シャガのことを「先生」と呼んだ。
科学的な分析を重要視するデントとは対照的に、祟りや呪いなどのいわゆるオカルト的現象を信じている。事件が起こった際にそういった現象が原因だと強く主張することなどもしばしばあるが、BW26話やBW64話では怪奇現象に怯える様子も見せている。またそのようなものの気配を感じることもあるが、その推測は外れていることが多く、サトシたちからはたいてい呆れられている。しかしポケモンの気配を感じることは得意であり、はぐれたキバゴやクリムガンを探し当てた事がある。また、BW59話ではユウト（声 - 立花慎之介）の指示で巫女の格好をして彼のゴチミルと共に儀式を行いランドロスを召喚する事に成功した。恋愛に関しては歴代ヒロイン同様、サトシより理解しているが、ヒカリ程では無いものの比較的恋愛への関心は低く、食べながら話をするのでデントに呆れられている。本人曰く「恋愛話をするとお腹がすく」。
旅に出る前にモグリュー→ドリュウズで99勝を達成し、新人トレーナーのエミー（声 - 阿澄佳奈）のクリムガンがサトシのポカブとバトルした際には的確なアドバイスで彼女を勝利に導き、竜の里で行われたバトル大会やドンバトルではサトシを破って優勝しているなど、トレーナーとしての資質はそれなりにある様子。また、ポケモンについての知識が豊富であることを示す描写も目立つ。
手持ちに癖のあるポケモンが多いためか、ポケモンを育てる際や戦わせる際には自分の思い通りに出来ず苦労することが多い。また、ドリュウズやカイリューなど、自分のポケモンが言う事を聞かず勝手に戦いだすと、アイリス自身も冷静さを失いがちになり、感情任せに怒鳴ってしまう事が度々ある。そう言った意味ではサトシやデントと比べると未熟な面がみられる。船の上という場所を考えずに「あなをほる」を指示してしまい、ロケット団の船を沈めてしまったこともあった。
竜の里出身である為、特にドラゴンタイプには詳しく、ドラゴンポケモンと会うと興奮する事もある。他のポケモンに比べて成長が遅いとされるドラゴンタイプであるキバゴなど、自分の手持ちポケモンの育成に対しては「だからこそ育てがいがある」と前向きな姿勢を見せている。また、竜の里出身の者はドラゴンポケモンと心を通わせられる力があると言われているがアイリスもその力の持ち主であり、暴れ者のカイリューに対して初めて力が発動し、カイリューの過去の記憶が脳裏を過ぎっている。なお、幼馴染のショウブ（声 - 竹達彩奈）によれば、ドラゴンタイプと真に通じ合えるのは、「竜の里」においてもオババ様と他に数人しかおらず、その中の一人がアイリスであるとのこと。その為、シャガからはソウリュウジムの後継者候補とみなされている。幼少時代はドラゴンタイプが苦手だったが、手当てしたクリムガンが助けてくれた過去がある。特別編ではフカマルと心を合わせ、更にフスベジム戦でもカイリューともあわせられるようになり、力を使いこなしつつある。
ポケモンをゲットする際のセリフは「○○ゲットで、どどんがどーん!（通常時）/ドラゴンウイッシュ!（ドラゴンタイプをゲットした時）」。
モデルはゲーム『ポケットモンスターブラック・ホワイト』に登場するキャラクター。ゲームでジムリーダーとして登場したキャラクターがヒロインを担当するのは無印シリーズのカスミ以来の事となる。デントより先に登場したのにかかわらず、デントが登場して以降のキャストクレジットでは何故かデントより下の4番手になっていたが、『キュレムVS聖剣士 ケルディオ』と『神速のゲノセクト ミュウツー覚醒』におけるキャストクレジットではデントより上の3番手に変わった。なお、PM2では『ブラック2・ホワイト2』の衣装で登場している。

## 来歴
竜の里では、幼い頃から自然の中で野生のポケモンたちや幼馴染のショウブと遊びながら暮らしていた。モグリュー（現在はドリュウズ）と出会ったのもこの頃である。竜の里で開かれたバトル大会では優勝するが、その直後のシャガとのバトルに完敗する。
シャガとのバトルの後、オババ様の薦めでソウリュウ学園に入学するも、里との生活感の違いから周囲と打ち解ける事が出来なかった。そして授業で行われたバトルでパートナーポケモンのオノンドと心を合わせることが出来ずに敗北、シャガからポケモンに対する気持ちがまだまだ未熟であることを指摘される。この出来事が決定打となり、悩んだ末にホームシックになり里へ戻ることになった。その後は里でしばらく生活を続けていたが、ある時オババ様から産まれたばかりのキバゴを貰い受け、立派なオノノクスへと育て上げることを命じられた。これはシャガの「学園では彼女の才能は伸ばすことが出来ず、もっと広い世界で自由にのびのびとさせたほうが良い」「旅をして体験を積み重ねることでドラゴンマスターに近づくことが出来るはず」という判断によるもので、それによって自身をも成長させる事が、彼女に与えられた試練であり、旅の目的となっている。
これまでのヒロインと異なり、サトシとは自転車を壊されたことをきっかけとしてではなく、ポケモンと勘違いされモンスターボールを投げつけられたことから知り合った。その後は成り行きからサトシに同行していたが、第6話でデントに誘われた事もあり、正式にサトシの旅に同行する事になった。
BWのDa編14話では、彼女がドラゴンタイプのポケモンに興味を持つきっかけが明かされた。幼少時の彼女はドラゴンタイプは「顔も怖くて乱暴そうに見えるから」という理由で嫌っていたが、洞窟で雨宿りしていた際に怪我をしていたクリムガンと遭遇し、懸命に看病した後、誤って尻尾を踏みつけられたペンドラーに絡まれたところをそのクリムガンに助けられて以降、彼女はドラゴンタイプが好きになった。
サトシがイッシュ地方での旅を終え、デコロラ諸島を巡ってのカントー地方への帰路まで同行した。クチバシティに到着後、洞窟島で出会ったフスベシティのイブキに会いに行く為、サトシと別れヤマブキシティのリニアでジョウトへ旅立った。
特別編ではフスベシティにて、フカマルの起こした事件を解決後、フスベジムでイブキとバトル。敗北したものの、フカマルをゲットして、レックウザを目撃。その飛び立った方向へと新たに旅立った。
過去シリーズのヒロインとは異なり、BW編の次作にあたるXYシリーズとSM編には登場しておらず、両シリーズにおけるヒロインとの共演も無かった。なお、XY&Z最終回後の特別編では、同じくBW編でサトシやアイリスと一緒に旅をしたデントがゲストキャラクターとして登場した。
PM2の50話以降のオープニングに一瞬登場している。本編での登場は65話。イッシュ地方のチャンピオンとなっており、衣装もポケモンバトルの際には『ブラック2・ホワイト2』と同じものを着ている。軽い身のこなしやサトシを子供呼ばわりする点は相変わらず。ポケモンワールドチャンピオンシップスにエントリーしており、現在スーパークラス。サトシと2VS2のバトルを行い敗れる。
マスターズトーナメントの第一試合でシロナと対戦するも、実力が違い過ぎたのかわずかな差で敗北。悔しさのあまりに泣き出すも、ゴウと共にサトシを応援する。
BWシリーズ終了時の手持ちはオノノクス・ドリュウズ・エモンガ・カイリュー・フカマル。

## アイリスのポケモン

### オノノクス
キバゴ→（オノンド）→オノノクス
- 声 - 津田美波（キバゴ）→光部樹（オノノクス）
- 性別：♂
- 登場時期：BW・MV・PM2

BW1話から登場。タマゴから孵ったばかりの頃、オババ様からアイリスに手渡され、立派なオノノクスへと成長する事を目標にアイリスと共に旅を続けている。加入順ではドリュウズより後だが、事実上アイリスのメインパートナーである。
性格は無邪気で幼い面があり、純真無垢。アイリスの事が好きで彼女の為に木の実をとってきたり、アイリスの発言に度々相槌を打ったりしている。トレーナーの影響か薬草の知識もあるようで、DAの2話ではウツボットの「しびれごな」にやられたニャースをピカチュウやミジュマルと共に薬草を使って治療した。
バトルはまだ不得手で、デントのヤナップのかなり威力を弱めた「タネマシンガン」や「ソーラービーム」の攻撃に痛がる上、自身の「ひっかく」も軽く止められてしまっている。それでも、6話のサンヨウシティでのムンナ・ムシャーナとの一件では、夢の中でオノンド・オノノクスへと進化を遂げた未来の自分を思い描いており、強くなりたいという向上心を持っていることが窺える。
当初は「りゅうのいかり」をうまく使いこなせておらず、使用する度に暴発して周囲に大爆発を巻き起こしていた。デントからはそれを「りゅうのくしゃみ」と評されていた。初めて使ったときは、かなり距離があったサトシとピカチュウまで爆発の影響を受けていたが、20話で使ったときは対戦相手のズルッグしか爆発の影響を受けていなかったりと、わずかながらも成長が見られた。27話のロケット団戦で完成に至った。
バトルのトレーニング相手でもあるズルッグの事は、タマゴから孵ったばかりの頃からかなり気にかけており、現在ではバトルが終わった後に2人きりで遊ぶ仲である。70話でズルッグが「きあいだま」を覚えた際や79話でズルッグがハチクのバニリッチに勝った際には誰よりも喜び、55話でコハル（声 - 潘めぐみ）のゴチムがズルッグを気に入りズルッグが交換を迫られた際にはかなり動揺し、夢でうなされた程であった。
ズルッグとのバトルは基本的に「りゅうのいかり」の暴発により引き分けで終わる事が殆どであったが、「りゅうのいかり」を完成させた直後のBW29話では勝利する。ズルッグが「とびひざげり」を覚えてからは実力が対等になってきてるようである。
ドンバトル準決勝で大会デビューし、ルークのゴビットと対戦。ひっかくが効かず、りゅうのいかりも通じずピンチに陥るが、土壇場で「げきりん」を会得し逆転勝利した。
BW2編1話でシロナのガブリアスとのバトルで「ギガインパクト」を習得した。
BW2N第4話にてサトシのピカチュウと同じくアクロマの装置で凶暴化してしまった。
PM2ではオノノクスに進化した姿で登場。サトシからは「でかくなったな」と称賛され、喜んでいた。パワーが段違いに上がっており、ウオノラゴンを破る活躍を見せるが、カイリューが自ら利用した「りゅうのはどう」を利用した「りゅうせいぐん」で敗れた。シロナ戦では三番手。ミロカロスを倒し、メガガブリアスに対しても互いに引けを取らないほどのパワーを見せつけるも、最後は「りゅうせいぐん」と「りゅうのはどう」のぶつかり合いにより、わずかな差で敗れる。
キバゴの頃はサトシのピカチュウと同じく、普段はモンスターボールには入っておらず、アイリスの髪の中に潜んでいた。また、エンディングのキャストクレジット順も第1話からアイリスの下である。
現在の使用技は「りゅうのはどう」、「サイコカッター」、「げきりん」、「ワイドブレイカー」。進化前は「ひっかく」、「りゅうのいかり」、「ギガインパクト」を使用。

### ドリュウズ
モグリュー→ドリュウズ
- 声 - 古島清孝（BW）→三木眞一郎（PM2）
- 性別：♂
- 登場時期：BW・MV・PM2

BW9話から登場。アイリスがサトシたちと出会う前から持っており、野生のペンドラーにキバゴが襲われた際、アイリスがやむを得ず繰り出す形で初登場した。アイリスが自力でキバゴを助け終えた後も暴れ続けるペンドラーに撥ね飛ばされたが、それに怒ってアイリスの指示もなくペンドラーをあっさり吹っ飛ばしてしまった。
元々は竜の里の近くの森に住んでいた暴れ者であった。ミネズミの巣を奪っていた所を、旅に出る前の幼いアイリスと直接バトル。その度にアイリスが負けていたが、10度目のバトルの際に崖から落ちそうになった所を助けられ、心を通わせてアイリスの最初の仲間になる。その後はしばらく特訓を積んで竜の里のバトル大会に出場。その途中でドリュウズへ進化し優勝を果たす。その直後、シャガとの100勝を掛けたバトルでシャガのオノノクスに完敗。ドリュウズは序盤でオノノクスが敵わない相手だと感じ取っていたが、バトルに勝ち続けて天狗になっていたアイリスがそのことに気付くことはなかったため、彼女に対して不信感を覚えるようになり潜航形態でジッとしたまま動こうとせず指示を聞かなくなってしまう。その後、アイリスは木の実を持ってきて励ましたり、時には「意気地なし」と言って挑発するも、心を開くことは無かった。しかし、他者から攻撃されるとそれを敵と見なして勝手にバトルを行う。アイリスが旅立った後もドリュウズの態度は変わらず、そのためアイリスはドリュウズの力に頼ることを躊躇していた。
BW33話でラングレーのツンベアーとバトルし、シャガの時と同じ「いわくだき」で敗れるが、デントのアドバイスを受けたことでドリュウズの真意に気付き、泣きながら謝罪をしたアイリスと再び心を通わせ「きあいだま」を会得。再戦では相打ちになるも、再びアイリスの指示を聞くようになった。その後は再びアイリスの切り札的ポケモンとして無類の強さを見せる。
ドンバトル決勝でサトシのピカチュウとバトル。ほぼ互角の戦いを見せ相性の良さで勝利し、アイリスをドンバトル優勝へ導いた。ドンナマイトでも使用。1回戦はカベルネのフタチマルとバトル。効果抜群の「みずのはどう」や「メタルクロー」を喰らった後の「リベンジ」も物ともせず、「きあいだま」、「あなをほる」、「ドリルライナー」を連続で決めて勝利した。2回戦ではマサオミのナゲキと対戦するも、その実力の前に全く反撃できずに敗北した。
BW2・17話ではアイリスがシャガから勝負を申し込まれたため、ソウリュウジムで再びシャガのオノノクスと対決。こちらは相討ちに終わった。
PM2では回想で初登場し、シロナ戦との一番手として実物が登場。シロナのトリトドンと対戦し、トリトドンのタフさと相性の悪さに圧倒するも一撃必殺の「つのドリル」で勝利。しかし、ミロカロスに「ドリルライナー」をかわされそのまま「ハイドロポンプ」の一撃に敗れる。
映画『ビクティニと黒き英雄 ゼクロム / 白き英雄 レシラム』ではエモンガと入れ替わってしまうシーンに登場。
使用技は「あなをほる」、「ドリルライナー」、「メタルクロー」、「きあいだま」、「つのドリル」。進化前は「みだれひっかき」や「どろかけ」、「あなをほる」も使用。

### エモンガ
エモンガ
- 声 - かないみか
- 性別：♀
- 特性：せいでんき
- 登場時期：BW・MV・PM2

BW24話から登場。ミネズミ達を「メロメロ」で籠絡し彼らが集めた木の実を奪ったり、アイリスが取ってきたリンゴにそっくりの木の実を奪いに登場した所をベルがその可愛らしい見た目を気に入り、ゲットしようとしたが、過剰なスキンシップと強引なバトルを嫌がり逃げ出す。その後、エモンガを気に入ったキバゴがアイリスと共に追いかけ、木の実をあげるが、またもベルの邪魔が入り逃走。その際に崖から落ちてココロモリの住処に迷い込んでしまい、追い詰められた所をアイリスと共にバトル。サトシたちの協力で難を逃れた後、アイリスを気に入ったのと食事の言葉につられて自分からゲットされた。
容姿や仕草は可愛らしいが、アイリスからの見返りを求めて木の実をキバゴに返して仲良くなろうとしたり、サトシのピカチュウを除く♂のポケモンをメロメロにして木の実を一人占めしたり、ミルホッグが縄張りとしている木の実を食べようと自分を気に入っているサトシのミジュマルに演技して自分に都合のいい作り話をしたり、責められたり叱られたりするとすぐに嘘泣きし、逆に叱った方の気を咎めさせてしまうなど性格は少々腹黒く俗に言う小悪魔的キャラクター。また調子に乗りやすい一面もある一方で、キバゴの純真さには弱い。また根っからの性悪という訳ではなく、何だかんだで人助けをする事もあり、最近は落ち着いている。また、ジャンプすることを怖がるカッチン（マラカッチ）に跳び方を教えたこともある。サトシのケンホロウ同様偵察を任される事もある。エモンガの本性に唯一気付いているサトシのツタージャを良く思っておらず仲が悪い。かなりの食いしん坊で、リンゴが好物。またBW2第14話では大盛りのポケモンフーズを食べていた。
アイリスの指示は聞くもののバトルを面倒臭がっており、アイリスの指示も無いのに勝手に「ボルトチェンジ」を使って他のポケモンと入れ替わる。このボルトチェンジは通常のものと異なり、アイリスのポケモンだけではなくサトシやデントのポケモンとも交代してしまい、自分はボールに戻らない。
ドンバトル1回戦では、ミルホッグをメロメロ状態にして「めざめるパワー」で1回戦を勝利した。2回戦ではケニヤンのダゲキとバトル。メロメロをインファイトで防がれ、ダゲキの弱点であるタイプ一致の飛行技を覚えていない事をケニヤンに指摘され、苦戦するも、特性の「せいでんき」で発生した麻痺状態を利用し、メロメロの連発で隙を作って「ボルトチェンジ」で逆転勝利する。
DA18話では、誤解でアイリスに叱られ家出してしまい、ひょんなことからロケット団に勧誘されるが、当の本人はアイリスの気を引くための策略で入団した。ロケット団に策略がバレた後、ピカチュウやキバゴ共々捕まってしまうが、キバゴを守り抜いてアイリスと和解した。
本人の妄想だと、人間の言葉の語尾に「エモ」を付けている。
PM2ではサトシやピカチュウと久々の再開に喜んだ。その後、サトシとアイリスのバトルを観戦した。
映画『ビクティニと黒き英雄 ゼクロム / 白き英雄 レシラム』では対戦相手のエンブオーに怯えてしまい、1VS1のバトルにもかかわらず、勝手にボルトチェンジを使いドリュウズと交代してしまったために反則負けとなり、アイリスからは怒られるもいつものぶりっ子で誤魔化していた。
使用技は「メロメロ」、「めざめるパワー」、「ボルトチェンジ」、「ほうでん」。

### カイリュー
カイリュー
- 声 - 佐藤健輔
- 性別：♂
- 特性：マルチスケイル
- 登場時期：BW2・MV・PM2

BW2第5話から登場。サザナミタウン界隈で自分より強いポケモンにバトルを挑んでは住民に迷惑をかけ続けていたため、暴れ者として迷惑がられていた。サザンドラとのバトルの最中に野生のマメパトを庇って左の翼を負傷、変電所に墜落しサザナミタウン全体の停電を引き起こす原因となる。その後も変電所のガードをしていたコイルを攻撃し、変電所内の設備を破壊するなど大暴れする。それをきっかけとしてジュンサーにより強硬手段で排除されかけたものの、アイリスがその事情を必死で説明したことと、サトシたちがマメパトを守った証拠の監視カメラを持ってきたことで無罪放免になった。ポケモンセンターで治療後、身を挺してまで自身を庇ったアイリスを気に入り自らゲットされた。BW2からの登場だが第一世代のポケモンである。
プライドが強烈なまでに高く、敵の攻撃をかわす事や相性上有利な技を使うことを卑怯な行いと捉えている節があり、たとえ相手の攻撃が弱点のタイプであっても、正面から受け止めようと無茶をしてしまう。また、あまりに大きなダメージを受けると我を失い暴れだしてしまう。通常のカイリューに比べて目つきが悪い。アデクからは「気が強そうな性格」、シロナからは「不器用な子」「面白い子」と評されていた。
負傷している状態にもかかわらずジュンサー及びサザナミタウンの有力トレーナー達が使うポケモンの総攻撃を「かえんほうしゃ」で受け止め、ジュニアカップでは相性では不利なラングレーのツンベアーやヒカリのマンムーの攻撃をものともせず逆に「かみなりパンチ」と「ドラゴンダイブ」の一撃で倒すなど、計り知れぬ実力を持つ。
一方で、BW第8話のシロナ曰く「まだアイリスのことを完全に信じきれていない」ようで、サトシのリザードンとヒカリのマンムーと同様、アイリスの指示を聞かず勝手に行動することも多かったが、少しずつ指示を聞くようにはなってきている。ジュニアカップ準決勝でアイリスの指示を聞いてサトシのワルビルを追い詰めるが、ワルビアルに進化し反撃された事で我を忘れ、再び指示を聞かなくなり暴れだした隙に攻められ、逆転負けした。
転機が訪れたのはBW2第13話。ロケット団のイッシュ制圧計画「オペレーションテンペスト」によって、れいじゅうフォルムへと変貌し暴れるトルネロス、ボルトロス、ランドロスを強敵と判断し、アイリスを無視し単身挑もうとしたことで、歯が立たず返り討ちに遭ったところをアイリスがボルトロスから守ろうとする姿を見て、励まされアイリスを信用するようになった。シロナも「想いが通じた」と評した。しかし、強敵と判断した相手を見るとバトルしたくなるのは相変わらずで、竜の里で対面したオノノクスやサトシのリザードンに対しバトルを挑んでいる。
BW2N5話では自信の持てないデンリュウに「かみなりパンチ」の指導を最後まで行うなど、意外に面倒見の良い面も見せており、DAの2話ではリザードンと共に逸れたピカチュウ達を捜索した。
BW2・17話ではシャガのクリムガンとバトルするが、桁違いのパワーで「ドラゴンダイブ」を受け止められ、「ドラゴンテール」で敗北。特別編でのイブキの色違いのクリムガン戦においても、善戦はしたが「りゅうのいかり」を喰らい敗北する。
PM2で久々に登場。目つきが悪い部分や暴れん坊な性格は相変わらずで、サトシのカイリューと対面する。サトシとの公式戦ではパワーでカイリューを圧倒するも、ウオノラゴンの「エラがみ」に捕まれそのまま「こおりのキバ」を食らい敗れる。シロナ戦では二番手。ミロカロスに効果抜群の「かみなりパンチ」を食らわせるも耐えられ、「チャームボイス」に怯んだ隙に巻き付かれそのまま「アイアンヘッド」を食らい敗れる。
使用技は「かえんほうしゃ」、「かみなりパンチ」、「れいとうビーム」、「ドラゴンダイブ」。

### フカマル
フカマル 
- 声 - 古島清孝
- 性別：♂
- 登場時期：BW・PM2

BW特別編2話で登場。竜の聖域に住んでいたが、木の上で寝ている間に誤ってエアームドの背に落ちてしまい、そのままフスベシティに迷い込んでしまった。そこで不安からあちこち噛み付いたり、穴を開けたりしていた所をアイリスと出会い、時計台から落ちそうになった所を助けられる。その後、一時竜の聖域に帰されたが、アイリスを気に入ってフスベジム戦を見学。その後、ゲットされた。
PM2ではイメージのみに登場しており、唯一サトシやピカチュウと対面することは無かった。
使用技は「あなをほる」。